# 信托基金
信托投资基金也叫投资信托、投信，即集合不特定投资者的资金，并委托专家代为投资，使其减少投资风险、分享投资收益的一种信托形式，基金投资对象包括有价证券和实业。
投资信托起源于19世纪的英国，当时正值工业革命时期，亦是帝国主义兴盛的时期，英国为极力扩张殖民地版图，并谋求海外投资更高之报酬，遂由政府出面组成投资公司，委托专业人士代为投资，分散风险，使中小投资者和大型投资者皆能享受国际投资的高报酬。位于大西洋西岸的美国则于第二次大战之后才迅速地发展，到了1987年时已成长到七千亿美元。日本则是在1954年开始蓬勃发展共同基金。
目前，不少富豪把家族的投资包括有价证券和实业等，注入家族信托投资基金，用以防止家族成員爭奪家產，及保障家族成員的生活质量等功能。